# Klingenbach (Goldbach)
Der Klingenbach ist ein rechter, periodischer Zufluss zum Flutgraben bei Aschaffenburg in Bayern.

## Geographie

### Verlauf
Der Klingenbach entspringt zwischen Goldbach und Glattbach unterhalb des Sportplatzes, in einem klingenähnlichen Seitental. Er fließt in südöstliche Richtung nach Goldbach. Auf Aschaffenburger Stadtgebiet mündet er heute an der Anschlussstelle Aschaffenburg Ost der A 3 in den Flutgraben, dem Unterlauf des Goldbaches.
An trockenen Tagen führt der Klingenbach kein Wasser. Im natürlichen Zustand floss er am Holzhof in die Aschaff.

### Flusssystem Aschaff
- Liste der Fließgewässer im Flusssystem Aschaff